# 2001年科技
2001年科學技術領域所發生的一些重要事件。

## 天文學與太空探索
- 2月12日– 會合－舒梅克號太空船降落於愛神星的“馬鞍”區域，成為第一架降落在小行星上的太空船。[1]
- 6月21日– 2001年6月21日的日全食。
- 8月8日-NASA的起源號太空船發射升空。
- 10月15日– NASA的伽利略號探測器 在距離木星180英里的穿越衛星木衛一。
- 11月27日-哈伯太空望遠鏡透過光譜分析，發現HD 209458b行星的大氣含有元素鈉[2]，那是人們首次在太行系外行星上發現大氣。
- 12月14日– 2001年12月14日環食。